# Piletocera meekii
Piletocera meekii is een vlinder van de familie van de grasmotten (Crambidae). De wetenschappelijke naam van deze soort is voor het eerst voorgesteld als Diplotyla meekii door Thomas Pennington Lucas in een publicatie uit 1894.
De spanwijdte bedraagt ongeveer 2 centimeter.
De soort komt voor in Indonesië (Java) en Australië (West-Australië, Queensland).